# Skogsstentrast
Skogsstentrast (Monticola sharpei) är en fågel i familjen flugsnappare inom ordningen tättingar.

## Utseende och läte
Skogsstentrasten är en medelstor (16 cm) knubbig trastliknande fågel. Hanne är gråblå på huvudet och ner till övre delen av bröstet samt på manteln. Vingarna är mörkare och resten av undersidan är orange. Stjärten är mörkbrun i mitten och på spetsen, med rostorange längst in på sidorna och på övergumpen. Honan är mellanbrun ovan och undertill ljusare med vitaktig hake och beigefärgad streckning kring övre delen av bröstet. Stjärtteckningen liknar hanens. Fåglar i västra delen av utbredningsområdet är ljusare och de i öst mörkare. Sången består av varierade visslingar som är lätta att härma.
Liknande dynstentrasten är lite ljusare och överlappar endast lite eller inte alls i utbredningsområde. Hona skogsstentrast liknar även hona madagaskarshama men är mindre och saknar vitt i vingen. 

## Utbredning och systematik
Skogsstentrasten förekommer på Madagaskar. Den delas vanligen upp i två underarter med följande utbredning:
- Monticola sharpei sharpei – förekommer i fuktskogar på öst-centrala Madagaskar
- Monticola sharpei bensoni – förekommer i klippiga bergstrakter på syd-centrala Madagaskar

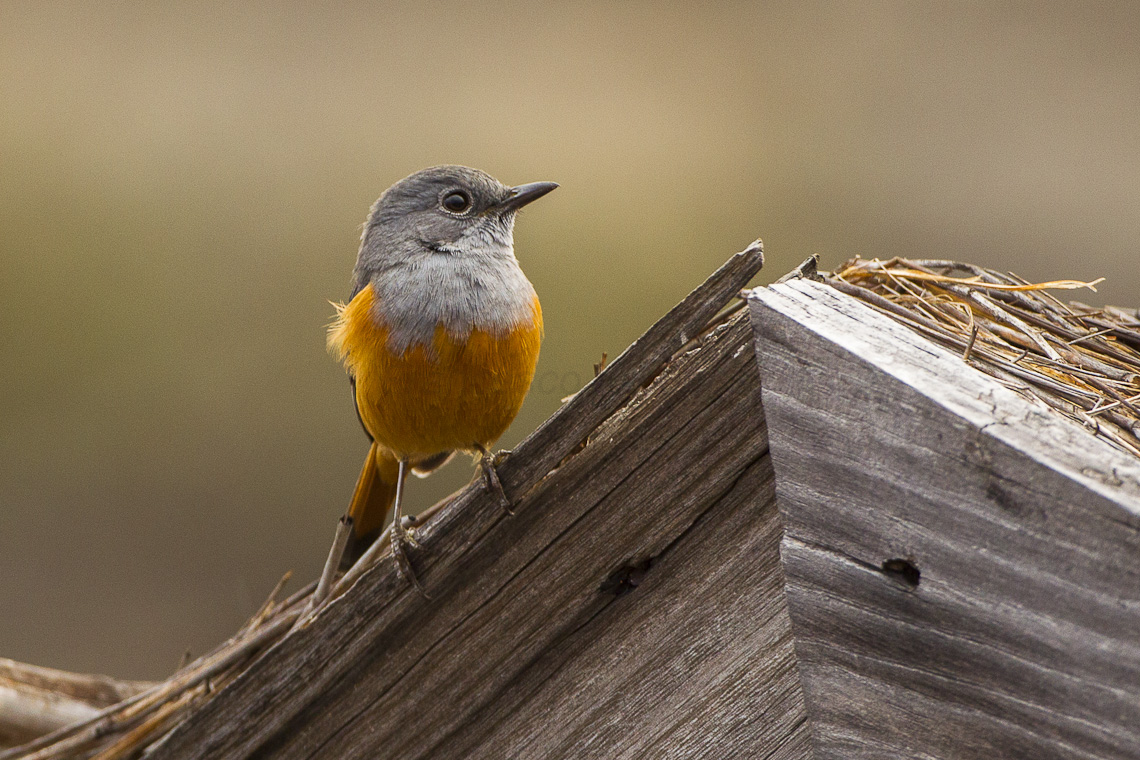
Hane av underarten bensoni

Vissa urskiljer bensoni som den egna arten "bensonstentrast". Fram tills nyligen behandlades amberstentrasten (M. erythronotus) som en del av skogsstentrasten, men urskildes 2022 som egen art av tongivande Clements et al och 2023 av International Ornithological Congress.

### Släktestillhörighet
Skogsstentrast placerades tillsammans med dynstentrast och amberstentrast tidigare i släktet Pseudocossyphus, men genetiska studier visar att de är en del av Monticola.

### Familjetillhörighet
Stentrastarna ansågs fram tills nyligen liksom bland andra stenskvättor, rödstjärtar och buskskvättor vara små trastar. DNA-studier visar dock att de trots namnet är marklevande flugsnappare (Muscicapidae) och förs därför numera till den familjen.

## Levnadssätt
Skogsstentrasten hittas i bergsbelägen regnskog, men också mycket lokalt i torra och klippiga trakter på västra delen av ön. Den sitter ofta stilla under långa perioder, antingen inne i skog på medelhög höjd eller i torrare landskap på klippblock.

## Status
Skogsstentrasten har ett rätt begränsat utbredningsområde och beståndet tros minska i antal. Den betraktas dock inte som hotad. IUCN kategoriserar arten som livskraftig. Den beskrivs som ovanlig till ganska vanlig, dock lokalt förekommande och svår att få syn på.

## Namn
Fågelns vetenskapliga artnamn hedrar Richard Bowdler Sharpe (1847-1909), brittisk ornitolog vid British Museum of Natural History 1872-1909.